# Nieuwkuijk

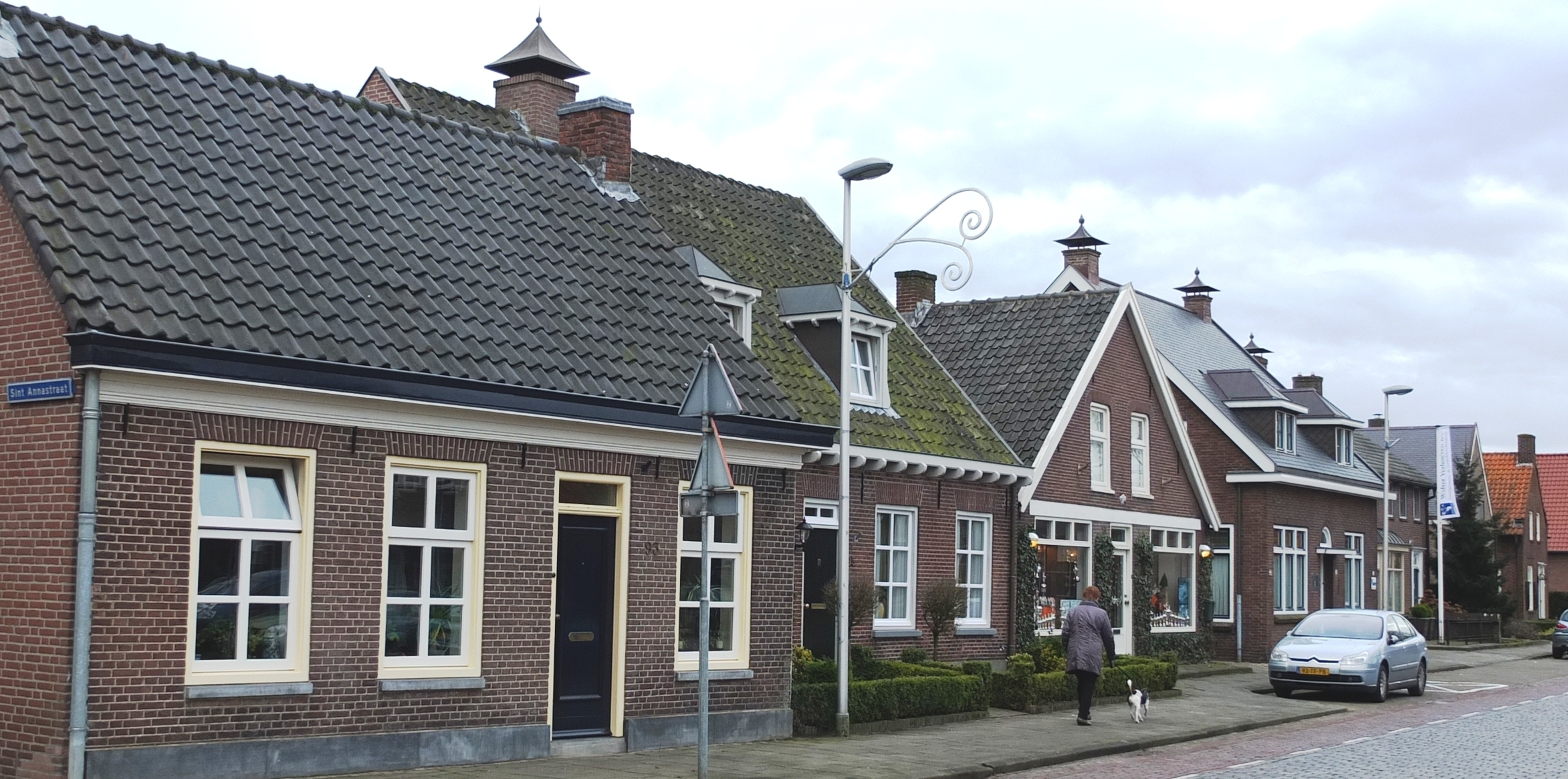
Una strada di Nieuwkuijk

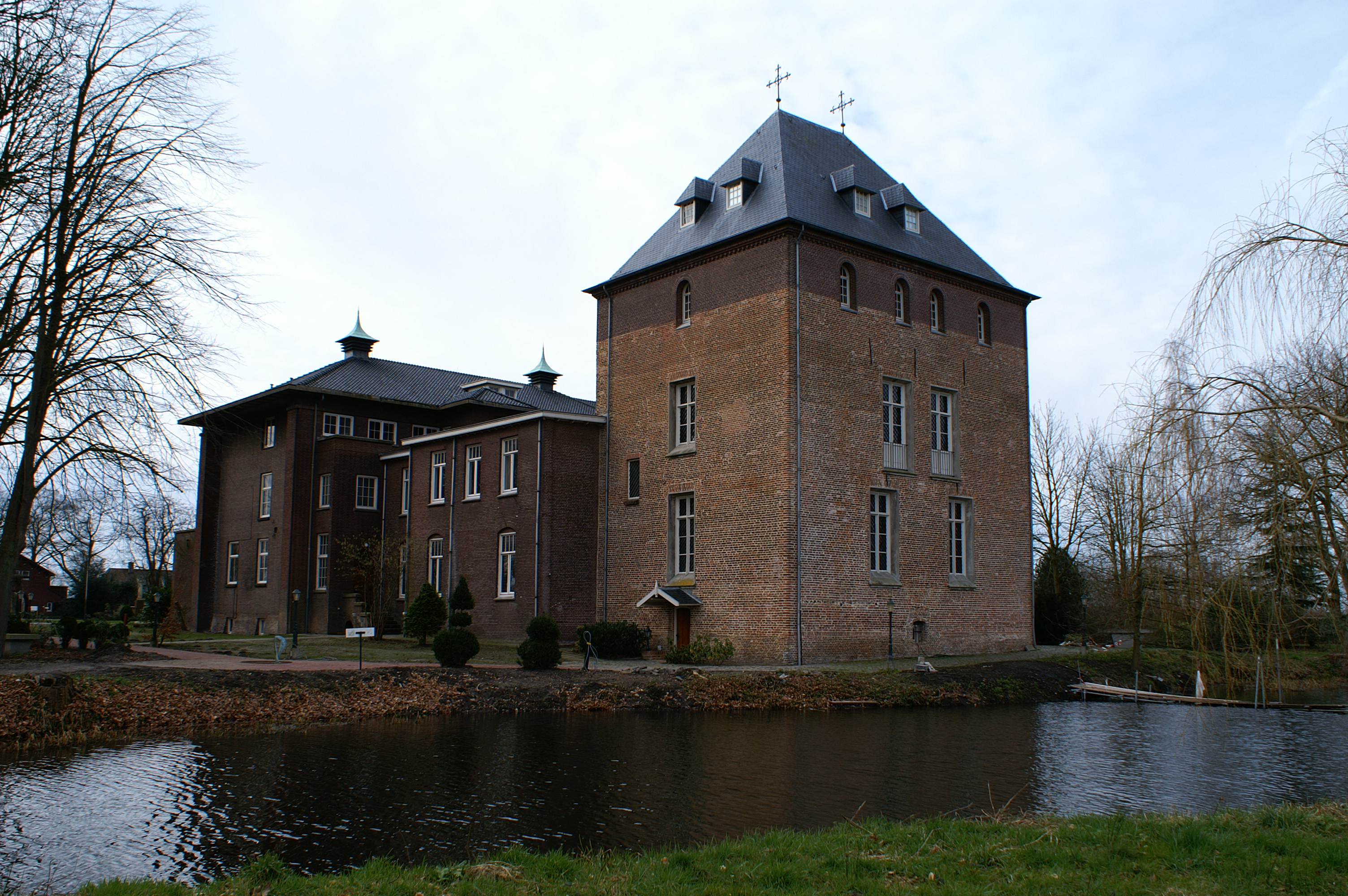
Il castello di Onsenoort nei pressi di Nieuwkuijk

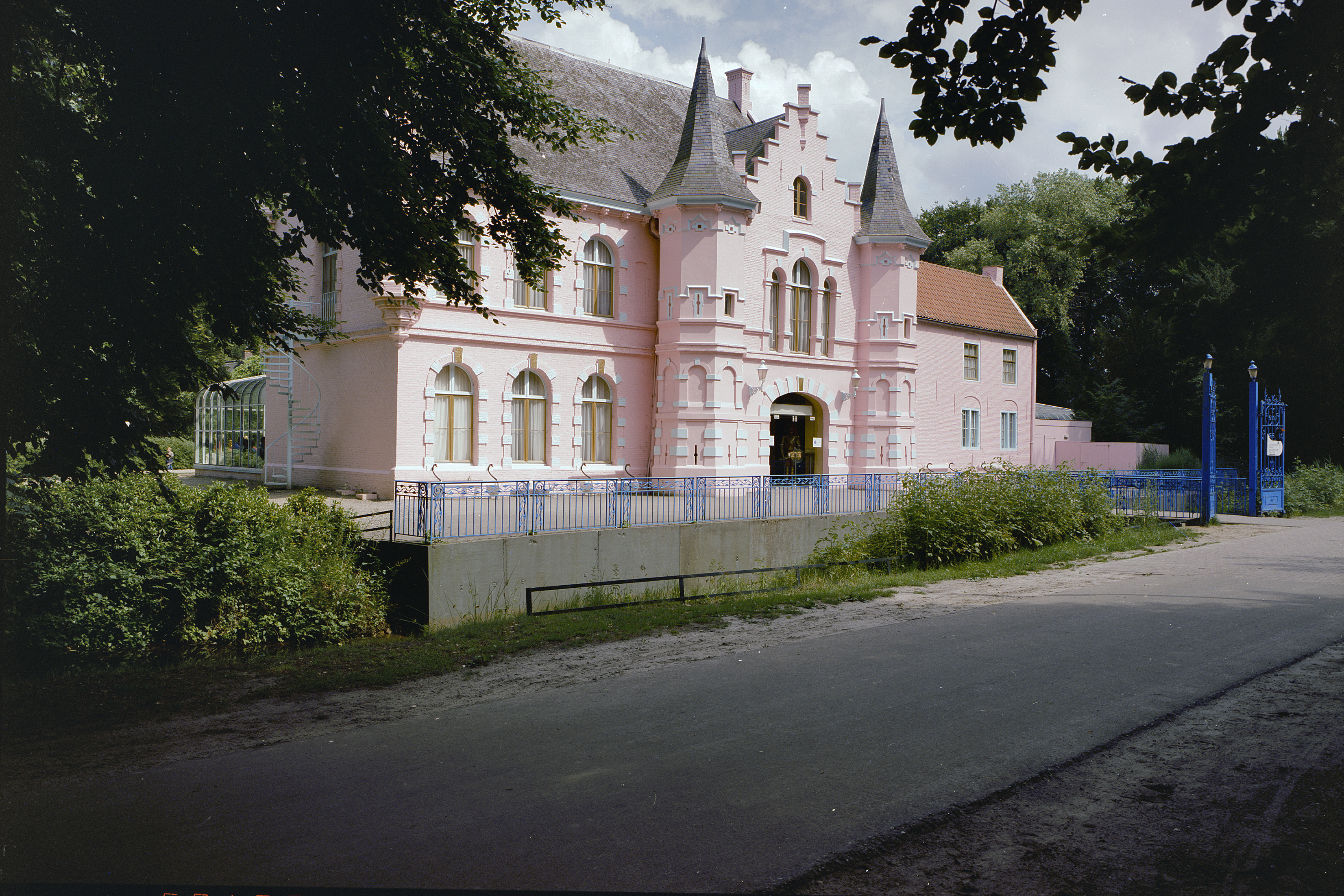
Il castello d'Oultremont, tra Nieuwkuijk e Drunen

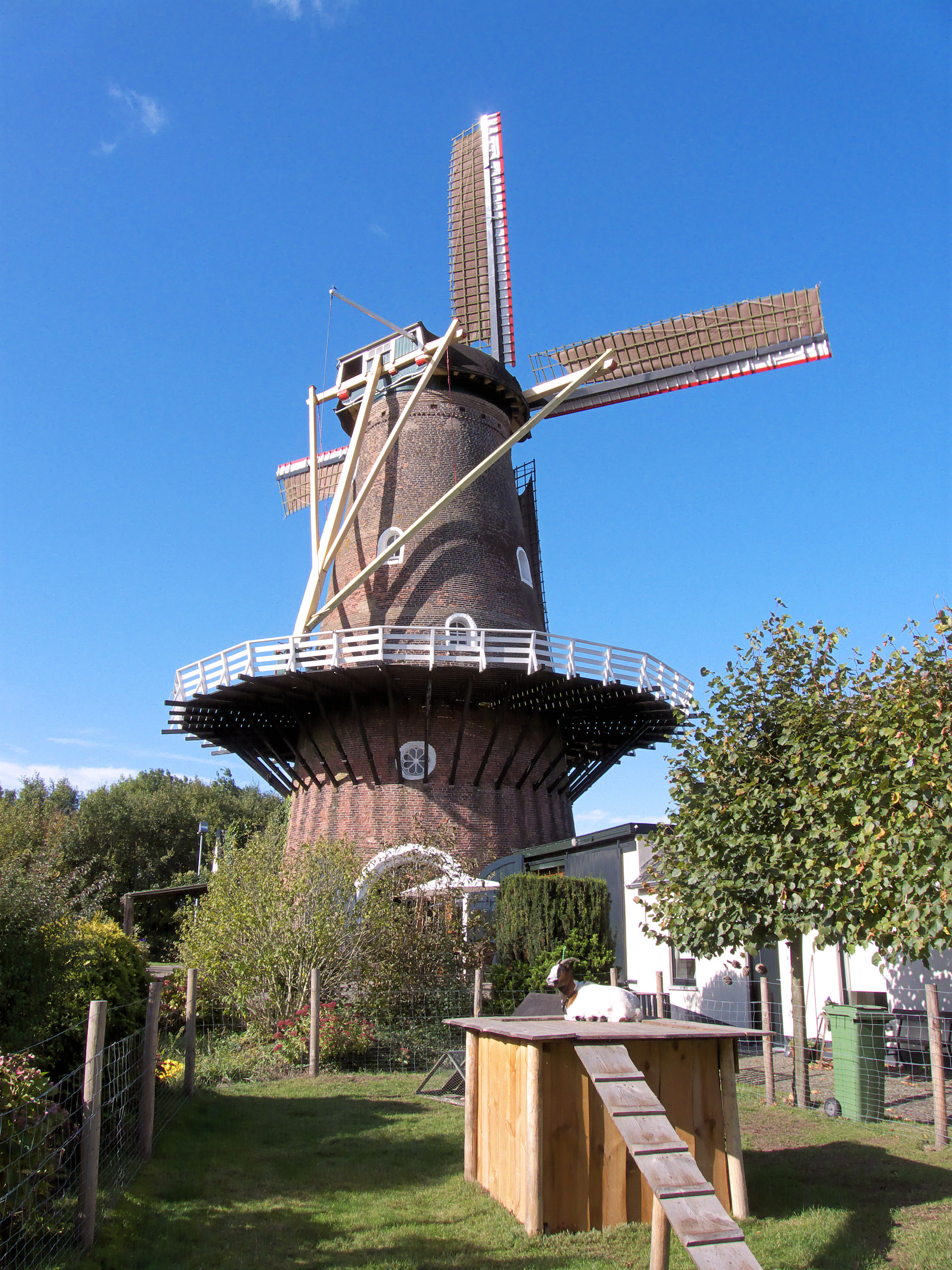
Nieuwkuijk: il mulino Emma

Nieuwkuijk è un villaggio di circa 2.100 abitanti del sud-est dei Paesi Bassi, facente parte della provincia del Brabante Settentrionale (Noord-Brabant) e situato nella sub-regione di Langstraat. Dal punto di vista amministrativo, si tratta di un ex-comune, dal 1935 accorpato alla municipalità di Vlijmen, comune dal 1997 accorpato a sua volta alla municipalità di Heusden.

## Geografia fisica
Nieuwkuijk si trova a nord-ovest del parco nazionale De Loonse e delle dune di Drunen e ad est di Vlijmen e confina a sud ea ovest con il villaggio di Drunen.

## Origini del nome
Il toponimo Nieuwkuijk deriva da quello di uno dei primi proprietari del villaggio, Willem van Cuyck.

## Storia

### Dalle origini ai giorni nostri
Il villaggio venne menzionato per la prima volta intorno al 1312 nella forma Nyeencuyc.
Nel 1381 Nieuwkuijk divenne una signoria indipendente. La signoria fu governata per 200 anni esatti, dal 1383 al 1583, dalla famiglia Van Wijck.
Agli inizi del XVI secolo, fu probabilmente eretta in loco una cappella dedicata a San Giovanni e a San Ewald.
Nel 1676, Nieuwkuijk divenne una parrocchia indipendente.
Nel 1944, durante la seconda guerra mondiale, la chiesa di San Giovanni Battista, che era stata costruita tra il 1874 e il 1878 su progetto dell'architetto Carl Weber, venne data alle fiamme dalle truppe tedesche.

### Simboli
Lo stemma di Nieuwkuijk è costituito da uno scudo giallo e blu, sopra al quale sono raffiguranti san Lamberto e san Giovanni Battista  e nella cui parte inferiore (quella di colore blu) è raffigurata una ruota di colore giallo.
La ruota ricorda lo stemma della famiglia Van Wijck.

## Monumenti e luoghi d'interess e
Nieuwkuijk vanta 11 edifici classificati come rijksmonumenten e 7 edifici classificati come gemeentelijke monumenten.

### Architetture religiose

#### Mariënkroon
Principale edificio religioso di Nieuwkijk è Mariënkroon, un complesso abbaziale eretto principalmente nel XIV e nel XVII secolo, con aggiunte nel 1906, 1936 e 1961.

### Architetture militari

#### Castello di Onsenoort
Nei dintorni di Nieuwkuijk, segnatamente nella buurtschap di Onsenoort, si trova poi il castello di Onsenoort (Kasteel Onsenoort), costruito alla fine del XIV secolo sulle rovine di un castello preesistente.

### Architetture civili

#### Castello d'Oultremont
Tra Nieuwkuijk e Drunen, si trova poi il castello d'Oultremont (Kasteel d'Oultremont): conosciuto anche come "il castello rosa", fu eretto con il nome di Castello Steenenburgh nel 1230, ampliato nel XV secolo e successivamente nel corso del XVIII e XIX secolo e ha preso il suo nome attuale nel 1907, quando ne divenne proprietario il conte d'Oultremont. Dal 1989, è incluso all'interno del parco di divertimenti Het Land van Oooit.

#### Mulino Emma
Altro edificio d'interesse di Nieuwkuijk è il mulino Emma (Emmamolen), risalente al 1886.

## Società

### Evoluzione demografica
Al censimento del 1º gennaio 2018, Nieuwkuijk contava una popolazione pari a 2.130 abitanti, in maggioranza (51,4%) di sesso maschile.
La località ha conosciuto un decremento demografico rispetto al 2017, quando contava una popolazione pari a 2.155 abitanti (dato in rialzo rispetto al 2016, quando la popolazione di Nieuwkuijk era pari a 2.140 abitanti).